# منطقه حفاظت‌شده دلتای رود لنا
منطقه حفاظت‌شده دلتای رود لنا (انگلیسی: Lena Delta Wildlife Reserve) یک پناهگاه حیات وحش در استان یاقوتستان کشور روسیه است.

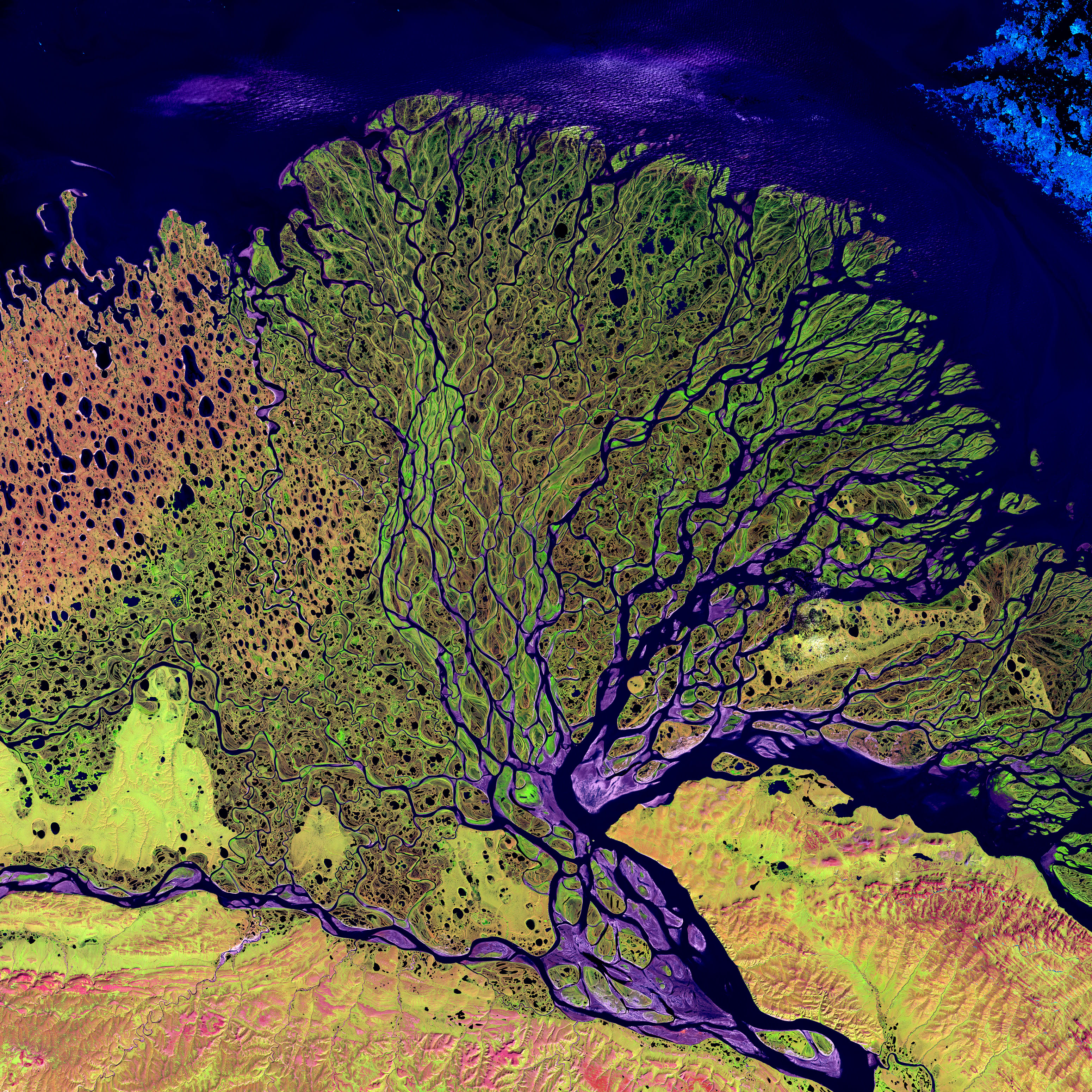
نمای ماهواره‌ای